# Encausto

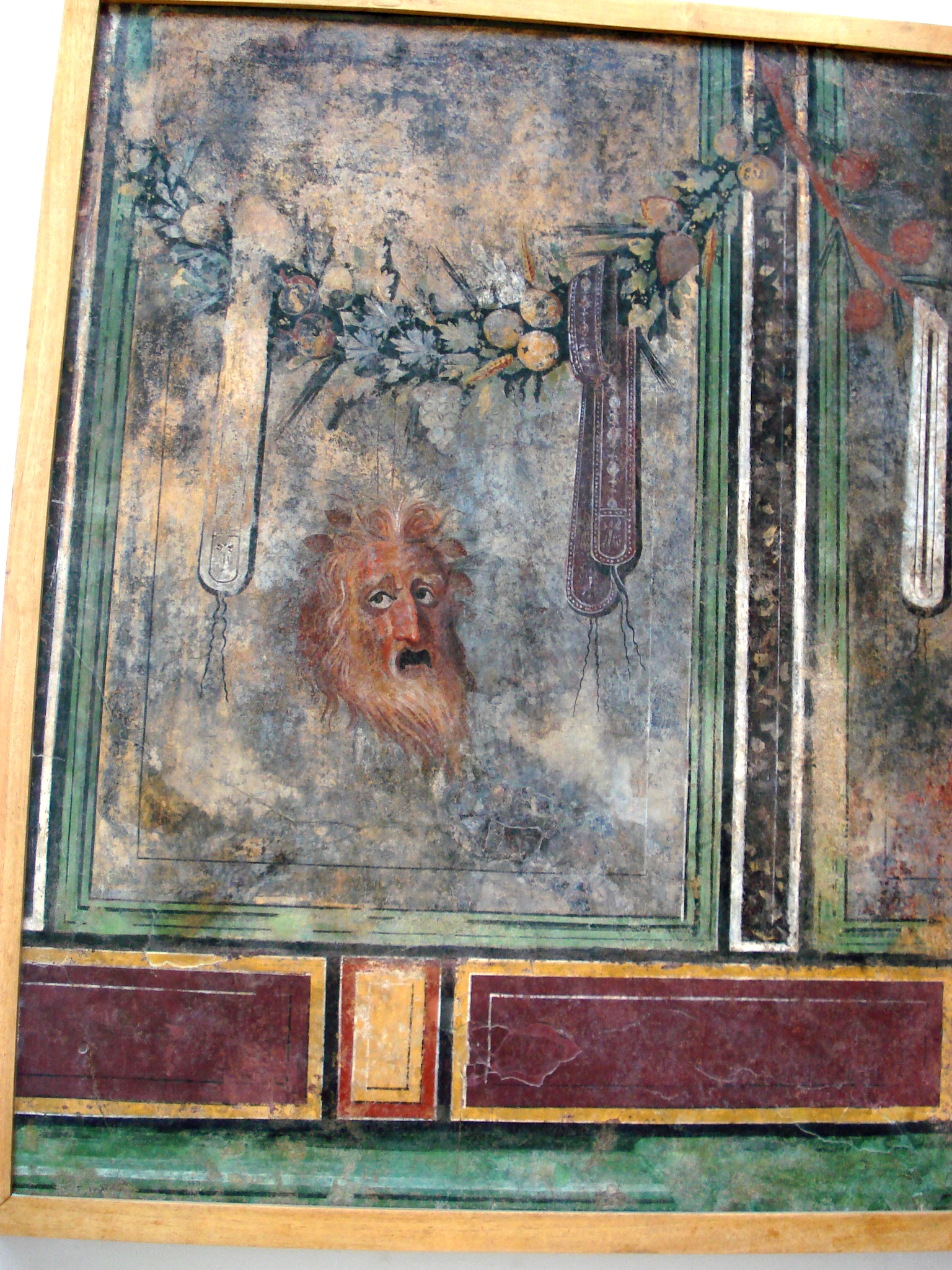
Muro decorato a encausto da Solunto (I secolo a.C. - Museo archeologico regionale di Palermo)

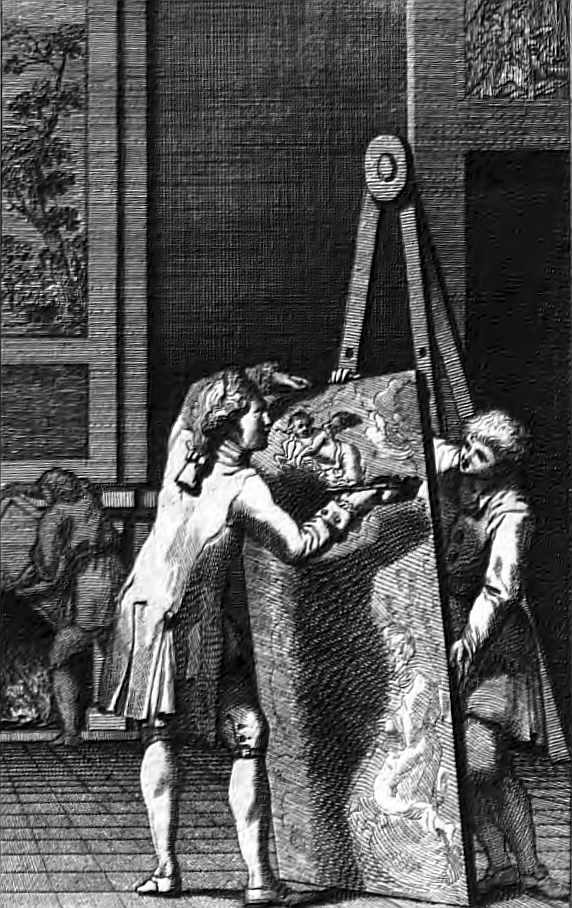
Pittura ad encausto nel laboratorio romano di Vincenzo Requeno

L'encausto (gr. έγkαυστον, da έγkαίω, "metto a fuoco"; lat. encaustum) è un'antica tecnica pittorica applicata con delle differenze a seconda della superficie, che si basa sull'uso di colori mescolati alla cera attraverso il calore (Plinio, XXXV, 122, "ceris pingere ac picturam inurere"): su muro, su marmo, nota come gánosis, è conosciuta anche come kósmesis, quando usata per ravvivare la policromia di legno, terracotta, avorio. In epoca contemporanea ci sono importanti esempi di applicazione su tela.
I pigmenti vengono mescolati a cera d'api (che ha funzione di legante), mantenuti liquidi dentro un braciere e stesi sul supporto con un pennello o una spatola e poi fissati a caldo con arnesi di metallo chiamati cauteri o cestri: è questo il procedimento che differenzia l'encausto dalla pittura a cera.
Recenti ricerche hanno sostenuto una nuova tesi che si basa su una diversa interpretazione della traduzione dello stesso testo di Plinio il Vecchio (cfr. Naturalis Historia XXXV, 149) e su indagini XRF eseguite su campioni originali, esposti nei Musei egizi di Firenze e di Torino. La traduzione corretta del verbo greco enkaio (da cui la parola encausto deriva) sarebbe sostanzialmente diversa da quella comunemente accettata oggi, secondo cui il termine vorrebbe significare semplicemente riscaldo, cuocio, brucio. Il termine invece intenderebbe sfrego o anche lucido, brunisco (sfregando). L'autore supporta la sua riscoperta della tecnica pittorica originale corredandola della dimostrazione pratica. Nella tecnica praticata sui muri di Pompei o sulle tavolette del Fayyum, sarebbe stata l’operazione di brunitura “a freddo” a determinare il lucido, e non solo l'utilizzo della cera punica. La tecnica a cera d'api colorata e scaldata, che tutti chiamano encausto, sarebbe una trovata dei riscopritori "moderni" (post 1735), messa finalmente a punto - dopo l'insuccesso di Leonardo - nell'Ottocento e denominata Spirit Fresco dai pittori inglesi Gambier Parry e Leighton.

## Storia
La tecnica era conosciuta a Pompei e in Grecia, come testimoniano gli scritti di Plinio il Vecchio, ma conobbe grande fortuna presso i Romani. Secondo Plinio, l'inventore di questa tecnica sarebbe stato Aristide di Tebe. Restano, però, della tecnica antica pochi reperti: tra i più famosi, i ritratti del Fayyum, in Egitto, risalenti al I secolo d.C., e le icone del monastero di Santa Caterina al Sinai.
Per le pitture murali a Pompei, su cui sono state fatte spesso ipotesi di un'esecuzione ad encausto, si è invece ormai chiarito che sono stati eseguiti ad affresco, secondo il procedimento per la pittura murale indicato da Vitruvio, nel De Architectura, VII libro, cap. III e IV.
La tecnica è stata usata anche nella scultura, ad esempio da Canova, come rifinitura, per 'opacizzare' il "troppo bianco" del marmo scolpito.

## Tecnica
Sia Plinio che Vitruvio descrivono i metodi di esecuzione dell'encausto.
I pigmenti venivano mescolati con colla di bue, cera punica (ovvero cera vergine fatta bollire in acqua di mare) e calce spenta, per sgrassare la colla: si otteneva così una tempera densa, da diluire eventualmente con acqua. Una volta asciutta, la si spalmava con cera punica sciolta con un po' d'olio. Si scaldava quindi il supporto con un braciere, o con il cauterio, per far penetrare la cera fino al supporto. Infine, si passava alla lucidatura con un panno tiepido.
Tra i maestri della tecnica dell'encausto del Novecento, si ricordano Giandante X, Romana Mischi ed i pittori e restauratori Tito Venturini Papari e Michele Paternuosto.

## Encausticazione
Va ricordato inoltre il processo cosiddetto di "encausticazione", comune nella pittura romana antica, che consisteva nello stendere uno strato di cera finale come protettivo del dipinto già realizzato.